# Afsluitdijk
La Afsluitdĳk (pronuncia: /'afslʌʏtˌdɛɪ̯k/, olandese per "diga di sbarramento", in frisone Ofslútdyk) è una grande diga dei Paesi Bassi.
Costruita fra il 1927 ed il 1932, la diga è lunga 32 km, larga 90 m ed arriva ad un'altezza di 7,25 m sopra il livello del mare. Essa collega la provincia dell'Olanda Settentrionale (villaggio di Den Oever, nella municipalità di Wieringen) con la provincia della Frisia (villaggio di Zurich, mun. di Wûnseradiel) ed è attraversata da un'autostrada. Intorno al sedicesimo chilometro, a metà della diga, c'è un punto di ristoro con parcheggio, bar, aree di sosta e una struttura dotata di una sopraelevata che permette ai pedoni di attraversare l'autostrada e ammirare il panorama. È stata inaugurata dalla regina Guglielmina il 28 maggio 1932.
La Afsluitdijk costituisce la più importante delle opere idrauliche dei Zuiderzeewerken, che ha separato l'insenatura dello Zuiderzee dal Mare del Nord,  e permettendo di strappare alle acque i territori che oggi costituiscono la provincia di Flevoland.

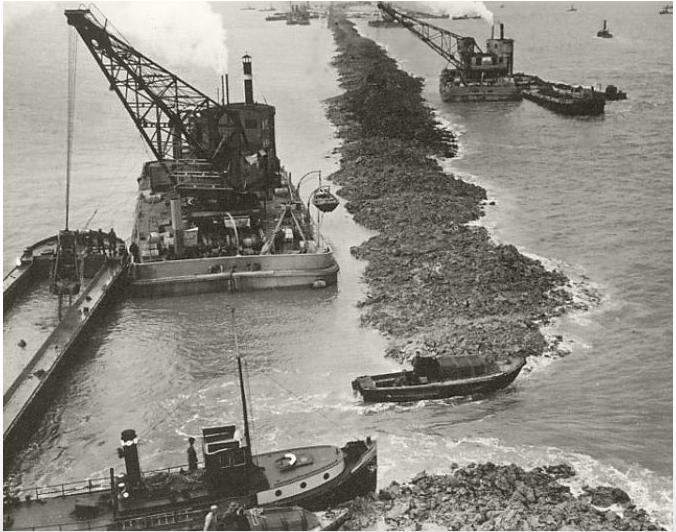
Costruzione della diga

Il 12 e il 13 maggio 1940 si è svolta la Battaglia dell'Afsluitdijk che ha visto gli olandesi prevalere sui tedeschi.
Tra i progetti è prevista anche la realizzazione di una linea ferroviaria e l'ampliamento dell'autostrada con il raddoppio delle corsie.